# Lawrence West
Lawrence Kingsley West (født 1935) er en canadisk tidligere roer.
West var med i Canadas otter, der vandt sølv ved OL 1956 i Melbourne, kun besejret i finalen af USA. Australien sikrede sig bronzemedaljerne. Besætningen i canadiernes båd blev desuden udgjort af Bill McKerlich, Philip Kueber, Robert Wilson, David Helliwell, Richard McClure, Donald Pretty, Douglas McDonald og styrmand Carlton Ogawa.
West var, ligesom de øvrige medlemmer af canadiernes 1956-otter, studerende ved University of British Columbia i Vancouver.

## OL-medaljer
- 1956:  Sølv i otter